# Platyrhina psomadakisi
Platyrhina psomadakisi is een vissensoort uit de familie van de waaierroggen (Platyrhinidae). De wetenschappelijke naam van de soort is voor het eerst geldig gepubliceerd in 2016 door White & Last.